# Drassodes rufipes
Drassodes rufipes är en spindelart som först beskrevs av Lucas 1846.  Drassodes rufipes ingår i släktet Drassodes och familjen plattbuksspindlar.
Artens utbredningsområde är Algeriet. Inga underarter finns listade i Catalogue of Life.